# Schweden beim Eurovision Young Musicians
Übertragende Rundfunkanstalt

Erste Teilnahme
1986
Anzahl der Teilnahmen
16
Höchste Platzierung
1 (2006)
Dieser Artikel befasst sich mit der Geschichte Schwedens als Teilnehmer des Wettbewerbs Eurovision Young Musicians.

## Regelmäßigkeiten der Teilnahme und Erfolge im Wettbewerb
Schweden nahm erstmals 1986 als eigenständige Nation am Eurovision Young Musicians teil. 1982 und 1984 entsandten Dänemark, Finnland, Norwegen und Schweden einen gemeinsamen Teilnehmer, welcher unter norwegischer bzw. finnischer Flagge antrat. Seinen bisher einzigen Sieg feierte Schweden im Jahr 2006 durch den Cellisten Andreas Brantelid. Mit einem Sieg und einem dritten Platz zählt Schweden zu den durchschnittlich erfolgreichen Ländern beim Eurovision Young Musicians.

## Liste der Beiträge
Farblegende: – 1. Platz. – 2. Platz. – 3. Platz. – ausgeschieden im Halbfinale/in der Qualifikation. – keine Teilnahme/nicht qualifiziert.
| Jahr      | Interpret                                  | Instrument                                 | Stücke | Platz Finale                                     | Platz Halbfinale                                 | Nationale Vorentscheidung                  |
| --------- | ------------------------------------------ | ------------------------------------------ | --- | ------------------------------------------------ | ------------------------------------------------ | ------------------------------------------ |
| 1982 1984 | Keine Teilnahme als eigenständige Nation 1 | Keine Teilnahme als eigenständige Nation 1 | Keine Teilnahme als eigenständige Nation 1 | Keine Teilnahme als eigenständige Nation 1       | Keine Teilnahme als eigenständige Nation 1       | Keine Teilnahme als eigenständige Nation 1 |
| 1986      | Peter Jablonski                            | Klavier                                    | Piano Concerto in A-Moll von Edvard Grieg | Ausgeschieden                                    | k. A. / 15                                       |                                            |
| 1988      | Henrik Peterson                            | Violine                                    | Violin Concerto No. 5 von Henri Vieuxtemps | Ausgeschieden                                    | k. A. / 18                                       |                                            |
| 1990      | Fedrik Fors                                | Klarinette                                 | Clarinet Concerto von Jean Françaix | Ausgeschieden                                    | k. A. / 24                                       |                                            |
| 1992      | unbekannt                                  | unbekannt                                  | unbekannt | Ausgeschieden                                    | k. A. / 17                                       |                                            |
| 1994      | Malin Broman                               | Violine                                    | Violin Concerto in A minor op.53, part III von Antonín Dvořák | 3 / 8                                            | k. A. / 24                                       |                                            |
| 1996      | Auf Teilnahme verzichtet                   | Auf Teilnahme verzichtet                   | Auf Teilnahme verzichtet | Auf Teilnahme verzichtet                         | Auf Teilnahme verzichtet                         | Auf Teilnahme verzichtet                   |
| 1998      | David Sjögren                              | Violine                                    | Violin Concerto 3rd Mov. von Peter Tchaikovsky | k. A. / 8                                        | k. A. / 18                                       |                                            |
| 2000      | David Gammelgård                           | Cello                                      | unbekannt | Ausgeschieden                                    | k. A. / 20                                       |                                            |
| 2002      | Jacob Korányi                              | Cello                                      | unbekannt | Ausgeschieden                                    | k. A. / 16                                       |                                            |
| 2004      | Andrej Power                               | Violine                                    | unbekannt | Ausgeschieden                                    | k. A. / 8                                        |                                            |
| 2006      | Andreas Brantelid                          | Cello                                      | Concerto for Violoncello and Orchestra, 1st movement von J. Haydn                                                                                                  | 1 / 7                                            | k. A. / 14                                       |                                            |
| 2008      | Maria Verbaite                             | Klavier                                    | unbekannt | Ausgeschieden                                    | k. A. / 15                                       |                                            |
| 2010      | Mattias Hanskov Palm                       | Kontrabass                                 | unbekannt | Ausgeschieden                                    | k. A. / 13                                       |                                            |
| 2012      | Auf Teilnahme verzichtet                   | Auf Teilnahme verzichtet                   | Auf Teilnahme verzichtet | Auf Teilnahme verzichtet                         | Auf Teilnahme verzichtet                         | Auf Teilnahme verzichtet                   |
| 2014      | Albin Uusijärvi                            | Viola                                      | Romanze Op. 85 von Max Bruch | Ausgeschieden                                    | k. A. / 20                                       |                                            |
| 2016      | Eliot Nordqvist                            | Klavier                                    | Piano Concerto No. 2 in G minor, op. 22, Andante sostenuto von Camille Saint-Saëns                                                                                 | k. A. / 11                                       | Direkt für das Finale qualifiziert               | Polstjärnepriset 2016                      |
| 2018      | Johanna Ander Ljung                        | Harfe                                      | Improvisations for Harp, Op 10 von William Mathias Allemande from Suite No 5 in F von Jean-Baptiste Loeillet de Gant Féerie - Prelude et Dance von Marcel Tournier | Ausgeschieden                                    | k. A. / 9                                        | Polstjärnepriset 2018                      |
| 2020      | Tekla Nilsson                              | Klarinette                                 | Absage wegen der COVID-19-Pandemie durch die EBU | Absage wegen der COVID-19-Pandemie durch die EBU | Absage wegen der COVID-19-Pandemie durch die EBU | Polstjärnepriset 2020                      |
| 2022      | Lukas Flink                                | Posaune                                    | Posaunenkonzert, 1. Satz, Andante und Scherzo-Valse von Henri Tomasi                                                                                               | k. A. / 9                                        | Direkt für das Finale qualifiziert               | Polstjärnepriset 2022                      |
| 2024      | Hugo Svedberg                              | Cello                                      | 1. Cellokonzert in D-Dur, 1. Satz von Joseph Haydn | 2 / 11                                           | Direkt für das Finale qualifiziert               | Polstjärnepriset 2024                      |

## Nationale Vorentscheidungen
Seit 2016 wählte Schweden alle seine Teilnehmer durch den Musikpreis Polstjärnepriset aus.

## Impressionen

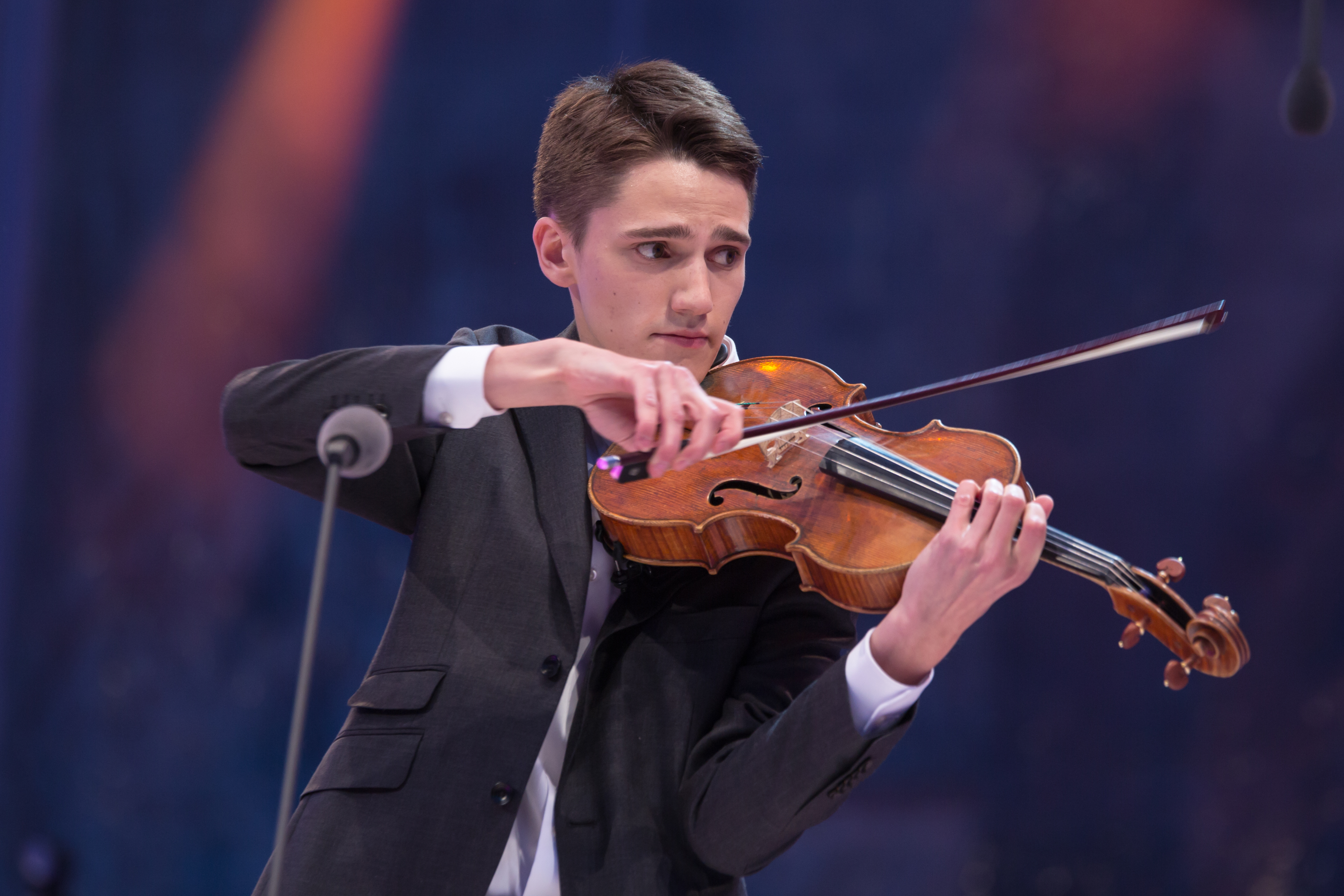
Albin Uusijärvi 2014
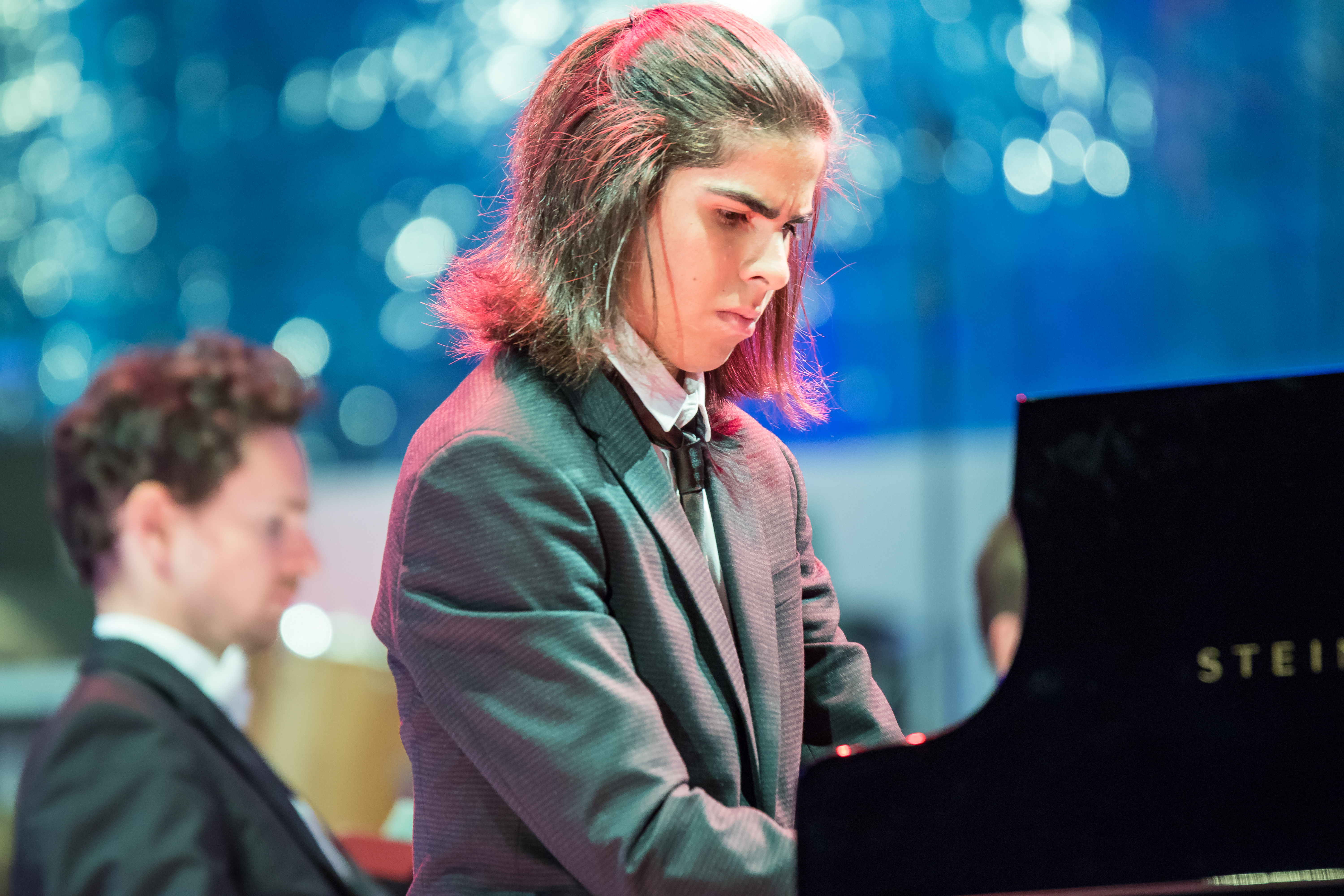
Eliot Nordqvist 2016